# محمية رأس الخور للحياة الفطرية
محمية رأس الخور للحياة الفطرية هي محمية طبيعية للحيوانات البرية والفطرية والطيور والنباتات تقع بدبي في الإمارات العربية المتحدة. وكذلك هناك حي رأس الخور، وقد شيدت بقربه الفنادق والشقق لاستقبال السائحين من شتى بقاع العالم للاطلاع على مافيها.
تعتبر وجهة مثالية للسياح وعلماء البيئة والمصورين وعلماء النبات، حيث تضم أعداداً من الطيور والأسماك، وتشكل منطقة تكاثر للعديد من القشريات والثدييات والأسماك وطيور النحام وغيرها من الطيور التي تشكل عامل جذب للزوار.

## نبذة عامة
تعد محمية رأس الخور واحدة من المناطق الحضرية المحمية القليلة، تقع في قلب خور دبي، تمتد على مساحة 6.2 كم مربع وتضم قرابة 450 نوعاً من الحيوانات و47 نوعاً من النباتات، وتعيش الطيور الموجودة فيها ببيئة تشبه بيئتها الأصلية، حيث تضم المحمية المسطحات المائية والمستنقعات الطينية وأشجار القرم والبحيرات، التي تستخدمها الطيور لبناء أعشاشها، وتشكل ملاذاً للطيور المهاجرة في فصل الشتاء.
يصل عدد الطيور التي تم تسجيلها إلى 25000 من 180 نوعاً مختلفاً، منها أكثر من 500 طائر من طيور النحام أو (فلامينغو) التي تشكل عامل الجذب الرئيسي للمحمية، وأنواع الطيور الأخرى مثل أبو منجل اللماع، البلشون الرمادي الغربي، البلشون الرمادي، أبو المغازل، البلبول الشمالي، البطة الحديدية، الغاق الكبير وطيطوي أحمر الساق، إضافة إلى الثدييات مثل الثعلب الأحمر العربي، القنفذ الأثيوبي، الأرنب البري والفأر الأسود، والأسماك مثل النقرو الفضي، يوافه، البضة، الشقرة والذيب، واللافقاريات مثل السرطان الأزرق السابح، والزواحف مثل الأفعى القرناء والسحلية ذات الأهدب والحارية، إضافة لمجموعة نباتية تضم شتى أنواع النباتات مثل القرم والخزامى.

## منطقة طيور عالمية
تعتبر محمية رأس الخور أول منطقة معترف بها بموجب اتفاقية رامسار للأراضي الرطبة في دولة الإمارات، التي تم الإعلان عنها عام 2007، كما تم الإعلان عنها من قبل «مؤسسة بيردلايف انترناشيونال» بأنها منطقة طيور عالمية، وحصلت رأس الخور على جائزة أفضل منطقة محمية في دول مجلس التعاون الخليجي عام 2015، وجائزة الشرق الأوسط لتميز البلديات في فئة حماية البيئة والموارد الطبيعية عام 2016. وتلعب المحمية دوراً حيوياً في نشر الوعي بالبيئة والحماية من خلال برامجها التعليمية للمدارس والجامعات والمؤسسات العامة والخاصة والجمهور العام.

## إشراف حكومي
تتولى بلدية دبي الإشراف عليها وحمايتها، وتضم ثلاثة مناطق يمكن للزوار الدخول إليها خلال ساعات النهار لمشاهدة الطيور، وتعمل بلدية دبي من خلال برامج الحماية المتنوعة على توفير الحماية اللازمة للمحمية والتنوع البيولوجي فيها، بغرض دعم الحياة الفطرية المحلية والمهاجرة، وذلك من خلال قسم حماية الموارد الطبيعية لإدارة البيئة ببلدية دبي العامل وفقاً للقانون رقم (11) لعام 2003، المتعلق بحماية البيئة. كما يُمنع زوار المحمية من اصطحاب الحيوانات الأليفة وكذلك والمأكولات والمشروبات أو التدخين.

## وصلات خارجية
- المحميات الطبيعية في دبي